# Gilberto with Turrentine
Gilberto with Turrentine é um álbum de estúdio que possui elementos da bossa nova, do jazz e do samba da cantora brasileira Astrud Gilberto em parceira com o saxofonista estadunidense Stanley Turrentine gravado no ano de 1971 e lançado pela gravadora estadunidense CTI Records.

## Contexto e gravação
Gilberto with Turrentine marca o décimo álbum de estúdio da cantora brasileira Astrud Gilberto. Seu último trabalho havia acontecido um ano antes com a gravação de September 17, 1969, álbum que mistura jazz e bossa nova. O saxofonista estadunidense Stanley Turrentine, havia mudado para gravadora CTI Records e realizado seu primeiro trabalho na gravadora no ano de 1970, com o disco Sugar.
O encontro dos músicos ocorreu no Van Gelder Studio que pertencia ao engenheiro de som, especialista em jazz, Rudy Van Gelder. Localizado emEnglewood Cliffs, no interior do estado de Nova Jérsia, as gravações do disco aconteceram em alguns encontros, diluídos em quatro meses do ano de 1971. A primeira sessão de gravação ocorreu no dia 13 de janeiro.  Fevereiro recebeu duas rodadas de gravações no dia 1º e no dia 4. No mês de março houve  uma gravação no dia 19. Abril, recebeu a finalização do disco com a gravações de Ponteio e História de Amor no dia 6.
O disco conta com composições de importantes músicos brasileiros, como Jorge Ben Jor, Milton Nascimento e Edu Lobo que tiveram canções incluídas no álbum. Compositores do cancioneiro estadunidense também foram gravados no disco como Burt Bacharach, Hal David e Stephen Stills, além do compositor francês Francis Lai. O disco possui produção de Creed Taylor e contou com a presença de músicos como Eumir Deodato, Sivuca, Hubert Laws, Toots Thielemans  e Ron Carter.

## Faixas
| N.º            | Título                                               | Compositor(es)                               | Duração |  |
| 1.             | "Wanting Things"                                     | Burt Bacharach, Hal David                    | 2:35    |  |
| 2.             | "Brazilian Tapestry"                                 | Eumir Deodato                                | 5:10    |  |
| 3.             | "To a Flame"                                         | Stephen Stills                               | 3:17    |  |
| 4.             | "Solo el Fin (For All We Know)"                      | Fred Karlin, Arthur James, Robb Wilson       | 3:10    |  |
| 5.             | "Zazueira"                                           | Jorge Ben Jor                                | 3:40    |  |
| 6.             | "Ponteio"                                            | José Carlos Capinam, Edu Lobo                | 3:35    |  |
| 7.             | "Traveling Light"                                    | Eumir Deodato, Martha Everett                | 3:25    |  |
| 8.             | "Vera Cruz"                                          | Fernando Brant, Gene Lees, Milton Nascimento | 5:05    |  |
| 9.             | "Historia de Amor (Love Story)"                      | Alfonso Alpin, Carl Sigman, Francis Lai      | 3:29    |  |
| 10.            | "Where There's a Heartache (There Must Be a Heart)"  | Burt Bacharach, Hal David                    | 3:10    |  |
| 11.            | "Just Be You" (Faixa bônus na reedição em CD)        | Astrud Gilberto                              | 2:29    |  |
| 12.            | "The Puppy Song" (Faixa bônus na reedição em CD)     | Harry Nilsson                                | 3:21    |  |
| 13.            | "Polytechnical High" (Faixa bônus na reedição em CD) | Harry Nilsson                                | 2:48    |  |
| Duração total: | Duração total:                                       | Duração total:                               | 44:43   |  |

- Gravado no Van Gelder Studio em Englewood Cliffs, na Nova Jérsia, em 13 de janeiro (faixas 9-11), 1º de fevereiro (faixas 4 e 13), 4 de fevereiro (faixas 1, 3, 7 e 12), 19 de março (faixas 2 e 5) e 6 de abril (faixas 6 e 8) de 1971.

| Críticas profissionais | Críticas profissionais |
| Avaliações da crítica  | Avaliações da crítica  |
| Fonte                  | Avaliação              |
| ---------------------- | ---------------------- |
| AllMusic               | [ 12 ]                 |

## Recepção
A crítica do AllMusic chama o álbum de “um conjunto que teve alguns momentos levemente divertidos”.
Na parada da Billboard, na sessão de jazz, o disco alcançou o décimo sexto lugar de 1971.
No Brasil, o jornalista Julio Hungria em sua coluna no Jornal do Brasil, publicado no Rio de Janeiro, elencou os discos Astrud With Gilberto e Stone Flower de Tom Jobim como 'boas novidades do jazz'. O jornal pernambucano, Diário da Manhã, elogiou o disco e acrescentou que "a tentativa de Creed Taylor em tirar a imagem de 'Garota de Ipanema' sobre Astrud Gilberto logrou êxitos neste LP [...] Astrud não apenas dá um show de versatilidade, como também tem a seu crédito músicos brasileiros como Sivuca, Dom Um Romão, Airto Moreira e Eumir Deodato".
Em obituários de Astrud, o disco foi lembrado em meios de comunicação importantes, como o O Estado de S. Paulo, Rolling Stone, The Irish Times, Jazzwise e The Conversation.

## Ficha técnica
- Astrud Gilberto – vocais

- Stanley Turrentine – saxofone tenor (faixas 2, 5, 6 e 8)

- Eumir Deodato – piano elétrico, arranjador, maestro

- Emanuel Green, George Marge, Hubert Laws, Romeo Penque – flauta (faixas 2, 5, 7, 8 e 10)

- Gene Bertoncini (faixas 1, 3, 4, 7, 10 e 12), Sivuca (faixas 2, 5, 6 e 8) – guitarra

- Sam Brown (faixas 1, 2, 5, 6, 8, 12 e 13), Bob Mann (faixas 3, 4, 7, 9 e 12) – guitarra elétrica

- Toots Thielemans – gaita (faixas 6 e 11)

- Ron Carter (faixas 1-3, 5-8 e 11), Russell George (faixas 4 e 9-13) – baixo

- Denny Seiwell (faixas 4, 9, 10 e 13), Dom Um Romão (faixas 2, 5 e 11), João Palma (faixas 1, 3, 7 e 12) – bateria

- Airto Moreira – percussão (faixas 2, 5 e 11)

- Emanuel Green, Gene Orloff, Harry Katzman, Joe Malin, Julie Held, Paul Gershman – violino (faixas 1-5 e 7-10)

- Harold Coletta – viola (faixas 1, 2, 4, 7-10)

- George Ricci – violoncelo (faixas 1-5 e 7-10)